# کوش (سرباز)
کوش روستایی واقع در شهرستان سرباز بخش نسکند میباشد که در موقعیت ۲۶٫۷۱۸۵۷۰۸،‏ ۶۱٫۴۰۰۶۲۸۹ کره زمین واقع شده است
ریاست دهیاری این روستا بر عهده آقای طلحه جمالزهی میباشد
جاذبه های دیدنی این روستا همانند روستا‌های دیگر نظیر سد مدهان(که به علت عدم پایداری سد به علت خاکی بودن بخش اعظم این سازه که منجر‌به شکستن این سد شد)
سد کوش
نخلستان کوش
چیلی کوه
تولدر(نماد روستا)
کُروچی
زور آباد
میباشد که زیبایی های روستا را دوچندان میکند

## جمعیت
بر پایه سرشماری عمومی نفوس و مسکن در سال ۱۳۹۵ جمعیت این روستا ۴۸۵ نفر (۱۳۹خانوار) بوده‌است.